# Sandro Overend Rigillo
Sandro Overend Rigillo OFM (ur. 31 maja 1959 w Sliemie, Malta) – maltański duchowny katolicki, wikariusz apostolski Bengazi w Libii od 2023.

## Życiorys

### Prezbiterat
Święcenia kapłańskie otrzymał 29 czerwca 1984 w zakonie Braci Mniejszych Franciszkanów. Był m.in. wicerektorem i rektorem domu zakonnego dla studentów rzymskiego Antonianum, sekretarzem generalnym zakonu, prowincjałem oraz delegatem generalnym dla misji franciszkańskiej w Libii. W 2019 wybrany administratorem apostolskim wikariatu apostolskiego Bengazi.

### Episkopat
16 lipca 2023 papież Franciszek mianował go wikariuszem apostolskim Bengazi w Libii. Sakry udzielił mu 22 sierpnia 2023 nuncjusz apostolski na Malcie i w Libii – arcybiskup Savio Hon Tai-Fai.